# روبرت د ویلده
روبرت د ویلده (هلندی: Robert de Wilde؛ زادهٔ ۳۰ آوریل ۱۹۷۷) دوچرخه‌سوار اهل هلند است.